# جهان نجان (كيسكان)
جهان نجان (بالفارسية: جهان نجان) هي قرية تقع في إيران في قسم كيسكان الريفي. يقدر عدد سكانها بـ 327 نسمة بحسب إحصاء 2016.